# كاتي روبنسون
كاتي روبنسون (من مواليد 8 أغسطس 2002) هي لاعبة كرة قدم إنجليزية محترفة تلعب كمهاجم لنادي أستون فيلا في الدوري الممتاز للسيدات، والمنتخب الإنجليزي تحت 23 عامًا. لعبت كاتي روبنسون سابقًا لبريستول سيتي وبرايتون وهوف ألبيون ومثلت إنجلترا على مستوى الشباب تحت 17 عامًا.

## الانجازات
منتخب إنجلترا
- كأس العالم: 2023[3] (المركز الثاني)
- نهائي السيدات: 2023[4]
- كأس أرنولد كلارك: 2023[5]